# Jackson Yueill
Jackson Yueill, né le 19 mars 1997 à Saint Paul dans le Minnesota, est un joueur international américain de soccer qui joue au poste de milieu de terrain au Revolution de la Nouvelle-Angleterre en MLS.

## Biographie

### Carrière en club
Après deux saisons universitaires en NCAA avec les Bruins de l'UCLA, Yueill anticipe son passage professionnel et signe un contrat Génération Adidas avec la MLS. Il est ainsi repêché par les Earthquakes de San José en 6e position lors de la MLS SuperDraft 2017.

### Carrière internationale
Le 1er mars 2021, il est retenu dans la pré-liste de trente-et-un joueurs pour le tournoi pré-olympique masculin de la CONCACAF 2020 avec les moins de 23 ans. Il est retenu dans la liste finale de vingt joueurs le 11 mars.
Le 1er juillet 2021, il est retenu dans la liste des vingt-trois joueurs américains sélectionnés par Gregg Berhalter pour disputer la Gold Cup 2021.

## Palmarès
États-Unis
- Vainqueur de la Ligue des nations en 2021
- Vainqueur de la Gold Cup en 2021